# Mitthyridium binsteadii
Mitthyridium binsteadii là một loài rêu trong họ Calymperaceae. Loài này được Thér. & Dixon H. Rob. mô tả khoa học đầu tiên năm 1975.